# Favières, Somme

Favières este o comună în departamentul Somme, Franța. În 1 ianuarie 2022 avea o populație de 454 de locuitori.